# Гвиздонь, Магдалена
Магдале́на Гви́здонь (пол. Magdalena Gwizdoń; род. 4 августа 1979, Цешин, Бельское воеводство) — польская биатлонистка. 
Реордсменка среди всех биатлонисток за всю историю женского биатлона, больше всех провела гонок на кубке мира по биатлону среди женщин: 529 гонок в 26 сезонах. Завершила спортивную карьеру в 42 года.

## Биография
Магдалена Гвиздонь с детства серьёзно увлеклась биатлоном, поступила в спортивную школу. Много участвовала в национальных и мировых соревнованиях среди юниоров, став в 1999 году бронзовым призёром чемпионата мира среди юниоров 1999 года. Уже начиная с сезона 1995/1996 года периодически выступала на этапах Кубка мира. В сезоне 1997/1998 не принимала участия в этапах Кубка мира. В 2000 году Магдалена Гвиздонь стала чемпионкой Европы. Из-за провального сезона 2001/2002 она не смогла попасть в состав национальной сборной на Олимпиаду в Солт-Лейк-Сити. Но после этого сезона Гвиздонь начала прогрессировать, всё более и более улучшая свои позиции, и, как итог, в 2005 году вошла в тридцатку лучших биатлонисток мира. С этого же года она стала попадать на подиумы соревнований этапов Кубка мира. Но затем последовал спад, после которого результаты Магдалены вновь пошли вверх, в сезоне 2012/2013 она повторила свои лучшие результаты: выиграла спринтерскую гонку на предолимпийской неделе Кубка мира и заняла 15-ю строчку в общем зачете сезона.
Принимала участие в соревнованиях по биатлону в рамках зимних Всемирных военно-спортивных игр 2010 года, где выиграла три «золото» в командном зачёте спринта и «бронзу» в гонке патрулей.
Результаты Магдалены Гвиздонь являются одними из лучших в женском биатлоне в Польши. На данный момент она является самой возрастной биатлонисткой, выступающей на международном уровне: этапы Кубка мира, Чемпионаты мира в составе сборной Польши.
Самая возрастная биатлонистка в кубке мира по биатлону в сезоне 2020/2021 годов.
Наряду со своей соотечественницей, Моникой Хойниш-Старенгой, является самой титулованной биатлонисткой Польши.

### Участие на Олимпийских играх
| Год  | Место проведения | Спринт | Гонка преследования | Индивидуальная гонка | Масс-старт | Эстафета | Смешанная эстафета |
| ---- | ---------------- | ------ | ------------------- | -------------------- | ---------- | -------- | ------------------ |
| 2006 | Турин            | 20     | 21                  | 33                   | 29         | 7        | N/A                |
| 2010 | Ванкувер         | 34     | 30                  | 58                   | —          | 11       | N/A                |
| 2014 | Сочи             | 40     | 38                  | 34                   | —          | 10       | 13                 |
| 2018 | Пхёнчхан         | 56     | 49                  | 83                   | —          | 7        | 16                 |

### Участие на Чемпионатах мира
| Год  | Место проведения     | Спринт                                             | Гонка преследования                                | Индивидуальная гонка                               | Масс-старт                                         | Эстафета                                           | Смешанная эстафета | Сингл-микст |
| ---- | -------------------- | -------------------------------------------------- | -------------------------------------------------- | -------------------------------------------------- | -------------------------------------------------- | -------------------------------------------------- | ------------------ | ----------- |
| 1999 | Контиолахти          | 30                                                 | 35                                                 | 48                                                 | —                                                  | 7                                                  | —                  | N/A         |
| 2000 | Хольменколлен        | 64                                                 | —                                                  | 13                                                 | —                                                  | 12                                                 | —                  | N/A         |
| 2001 | Поклюка              | 29                                                 | 40                                                 | 25                                                 | 29                                                 | 15                                                 | —                  | N/A         |
| 2003 | Ханты-Мансийск       | 57                                                 | 45                                                 | 18                                                 | —                                                  | —                                                  | —                  | N/A         |
| 2004 | Оберхоф              | 15                                                 | 22                                                 | 15                                                 | 21                                                 | 8                                                  | —                  | N/A         |
| 2005 | Хохфильцен           | 16                                                 | 51                                                 | 55                                                 | 23                                                 | 12                                                 | 8                  | N/A         |
| 2006 | Поклюка              | гонки не проводились в связи с Олимпийскими играми | гонки не проводились в связи с Олимпийскими играми | гонки не проводились в связи с Олимпийскими играми | гонки не проводились в связи с Олимпийскими играми | гонки не проводились в связи с Олимпийскими играми | 8                  | N/A         |
| 2007 | Антхольц-Антерсельва | 14                                                 | 17                                                 | 32                                                 | 16                                                 | 10                                                 | 11                 | N/A         |
| 2008 | Эстерсунд            | 7                                                  | 12                                                 | 15                                                 | 11                                                 | 7                                                  | 6                  | N/A         |
| 2009 | Пхёнчхан             | 76                                                 | —                                                  | 40                                                 | —                                                  | 6                                                  | —                  | N/A         |
| 2011 | Ханты-Мансийск       | 31                                                 | 31                                                 | 73                                                 | —                                                  | 9                                                  | 16                 | N/A         |
| 2012 | Рупольдинг           | 17                                                 | 15                                                 | 24                                                 | 29                                                 | 9                                                  | —                  | N/A         |
| 2013 | Нове-Место           | 12                                                 | 12                                                 | 18                                                 | 27                                                 | 9                                                  | 9                  | N/A         |
| 2015 | Контиолахти          | 7                                                  | 17                                                 | 56                                                 | 18                                                 | 12                                                 | 14                 | N/A         |
| 2016 | Хольменколлен        | 55                                                 | 30                                                 | 12                                                 | 23                                                 | 4                                                  | —                  | N/A         |
| 2017 | Хохфильцен           | 38                                                 | 25                                                 | 27                                                 | —                                                  | 7                                                  | —                  | N/A         |
| 2019 | Эстерсунд            | 55                                                 | 46                                                 | —                                                  | —                                                  | 7                                                  | 9                  | —           |
| 2020 | Антхольц-Антерсельва | 54                                                 | 55                                                 | —                                                  | —                                                  | 7                                                  | —                  | —           |

## Кубок мира
- 1998/99 — 50-е место (21 очко)
- 1999/2000 — 49-е место (22 очка)
- 2000/01 — 46-е место (52 очков)
- 2001/02 — 75-е место (8 очков)
- 2002/03 — 35-е место (76 очков)
- 2003/04 — 23-е место (252 очка)
- 2004/05 — 26-е место (225 очков)
- 2005/06 — 35-е место (139 очков)
- 2006/07 — 16-е место (426 очков)
- 2007/08 — 17-е место (334 очка)
- 2008/09 — 27-е место (341 очко)
- 2009/10 — 51-е место (94 очка)
- 2010/11 — 63-е место (43 очка)
- 2011/12 — 41-е место (153 очка)
- 2012/13 — 15-е место (632 очка)
- 2013/14 — 32-е место (234 очка)
- 2014/15 — 50-е место (115 очков)
- 2015/16 — 18-е место (449 очков)
- 2016/17 — 34-е место (237 очков)
- 2017/18 — 56-е место (76 очков)